# La Chapelle-Saint-Luc
Pour les articles homonymes, voir La Chapelle.
La Chapelle-Saint-Luc est une commune française située dans le département de l'Aube en région Grand Est. Elle fait partie de Troyes Champagne Métropole. Ses habitants sont appelés les Chapelains et Chapelaines. Elle est 3e plus grande ville de l'Aube par sa population.

## Géographie

### Localisation
Située à 115 mètres d'altitude, le fleuve la Seine, est le principal cours d'eau qui traverse la commune de la Chapelle-Saint-Luc.

#### Communes limitrophes
| Barberey-Saint-Sulpice              | Sainte-Maure          | Lavau  |
| Barberey-Saint-Sulpice              | La Chapelle Saint-Luc | Lavau  |
| Montgueux Sainte-Savine Torvilliers | Les Noës-près-Troyes  | Troyes |

### Hydrographie
La commune est dans la région hydrographique « la Seine de sa source au confluent de l'Oise (exclu) » au sein du bassin Seine-Normandie. Elle est drainée par la Seine, le canal Saint Etienne, le cours d'eau 01 de la commune de la Chapelle-Saint-Luc, la Noue Robert et divers autres petits cours d'eau,.
La Seine, un fleuve long de 775 km, coule dans le Bassin parisien et notamment dans le département de l’Aube en le traversant du sud-est au nord-ouest. Elle longe la commune sur son flanc est.

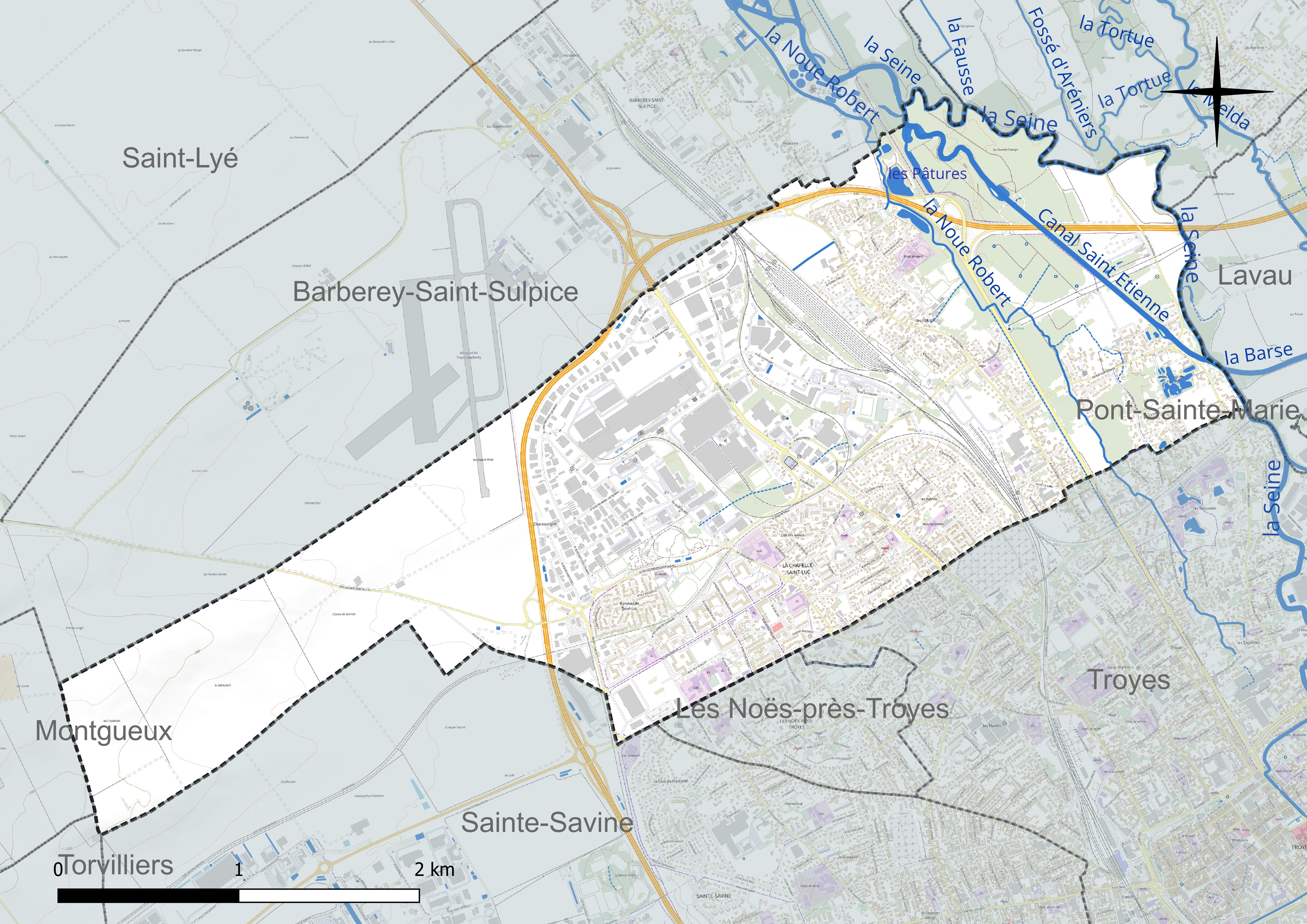
Réseau hydrographique de la Chapelle-Saint-Luc.

Un plan d'eau complète le réseau hydrographique : les Pâtures (1,4 ha),.

### Climat
Pour des articles plus généraux, voir Climat du Grand Est et Climat de l'Aube.
En 2010, le climat de la commune est de type climat océanique dégradé des plaines du Centre et du Nord, selon une étude du Centre national de la recherche scientifique s'appuyant sur une série de données couvrant la période 1971-2000. En 2020, Météo-France publie une typologie des climats de la France métropolitaine dans laquelle la commune est exposée à un climat océanique altéré et est dans la région climatique Nord-est du bassin Parisien, caractérisée par un ensoleillement médiocre, une pluviométrie moyenne régulièrement répartie au cours de l’année et un hiver froid (3 °C).
Pour la période 1971-2000, la température annuelle moyenne est de 10,5 °C, avec une amplitude thermique annuelle de 15,7 °C. Le cumul annuel moyen de précipitations est de 701 mm, avec 11,9 jours de précipitations en janvier et 7,9 jours en juillet. Pour la période 1991-2020, la température moyenne annuelle observée sur la station météorologique de Météo-France la plus proche, « Troyes-Barberey », sur la commune de Barberey-Saint-Sulpice à 3 km à vol d'oiseau, est de 11,3 °C et le cumul annuel moyen de précipitations est de 644,6 mm. 
La température maximale relevée sur cette station est de 41,8 °C, atteinte le 25 juillet 2019 ; la température minimale est de −23 °C, atteinte le 17 janvier 1985,,.
| Mois                                  | jan.           | fév.             | mars           | avril         | mai           | juin           | jui.           | août          | sep.          | oct.            | nov.             | déc.           | année     |
| ------------------------------------- | -------------- | ---------------- | -------------- | ------------- | ------------- | -------------- | -------------- | ------------- | ------------- | --------------- | ---------------- | -------------- | --------- |
| Température minimale moyenne (°C)     | 0,5            | 0,3              | 2,2            | 4,2           | 8,1           | 11,3           | 13,4           | 13,2          | 9,8           | 7,2             | 3,5              | 1,3            | 6,3       |
| Température moyenne (°C)              | 3,6            | 4,3              | 7,4            | 10,2          | 14            | 17,4           | 19,8           | 19,6          | 15,7          | 11,9            | 7,1              | 4,3            | 11,3      |
| Température maximale moyenne (°C)     | 6,8            | 8,2              | 12,5           | 16,2          | 19,9          | 23,5           | 26,2           | 26            | 21,6          | 16,6            | 10,6             | 7,4            | 16,3      |
| Record de froid (°C) date du record   | −23 17.01.1985 | −17,6 25.02.1986 | −15,4 01.03.05 | −6,2 09.04.03 | −2 01.05.1984 | 0,4 05.06.1991 | 3,1 04.07.1984 | 3 31.08.1986  | −0,4 29.09.02 | −7 31.10.1985   | −11,1 24.11.1998 | −18 31.12.1985 | −23 1985  |
| Record de chaleur (°C) date du record | 16,2 30.01.02  | 22,1 27.02.19    | 26,1 31.03.21  | 29,2 19.04.18 | 33,3 28.05.17 | 38,4 18.06.22  | 41,8 25.07.19  | 40,6 12.08.03 | 35 14.09.20   | 30,3 01.10.1985 | 23 02.11.20      | 19 03.12.1985  | 41,8 2019 |
| Ensoleillement (h)                    | 631            | 904              | 1 483          | 190           | 2 164         | 2 308          | 2 422          | 232           | 1 857         | 1 254           | 698              | 574            | 18 514    |
| Précipitations (mm)                   | 48,2           | 44,2             | 45,9           | 48,3          | 64,9          | 52,4           | 56,4           | 53,9          | 52,4          | 63,8            | 55,3             | 58,9           | 644,6     |

| Diagramme climatique                                  |            |             |             |             |              |              |            |             |             |             |            |
| J                                                     | F          | M           | A           | M           | J            | J            | A          | S           | O           | N           | D          |
| 6,80,548,2                                            | 8,20,344,2 | 12,52,245,9 | 16,24,248,3 | 19,98,164,9 | 23,511,352,4 | 26,213,456,4 | 2613,253,9 | 21,69,852,4 | 16,67,263,8 | 10,63,555,3 | 7,41,358,9 |
| Moyennes : • Temp. maxi et mini °C • Précipitation mm |            |             |             |             |              |              |            |             |             |             |            |

Les paramètres climatiques de la commune ont été estimés pour le milieu du siècle (2041-2070) selon différents scénarios d'émission de gaz à effet de serre à partir des nouvelles projections climatiques de référence DRIAS-2020. Ils sont consultables sur un site dédié publié par Météo-France en novembre 2022.

## Urbanisme

### Typologie
Au 1er janvier 2024, La Chapelle-Saint-Luc est catégorisée grand centre urbain, selon la nouvelle grille communale de densité à 7 niveaux définie par l'Insee en 2022.
Elle appartient à l'unité urbaine de Troyes, une agglomération intra-départementale dont elle est une commune de la banlieue,. Par ailleurs la commune fait partie de l'aire d'attraction de Troyes, dont elle est une commune du pôle principal,. Cette aire, qui regroupe 209 communes, est catégorisée dans les aires de 200 000 à moins de 700 000 habitants,.

### Occupation des sols
L'occupation des sols de la commune, telle qu'elle ressort de la base de données européenne d’occupation biophysique des sols Corine Land Cover (CLC), est marquée par l'importance des territoires artificialisés (61,3 % en 2018), en augmentation par rapport à 1990 (57,6 %). La répartition détaillée en 2018 est la suivante : 
zones urbanisées (30,2 %), zones industrielles ou commerciales et réseaux de communication (28,4 %), terres arables (23,9 %), forêts (9,9 %), zones agricoles hétérogènes (4,9 %), espaces verts artificialisés, non agricoles (2,7 %). L'évolution de l’occupation des sols de la commune et de ses infrastructures peut être observée sur les différentes représentations cartographiques du territoire : la carte de Cassini (XVIIIe siècle), la carte d'état-major (1820-1866) et les cartes ou photos aériennes de l'IGN pour la période actuelle (1950 à aujourd'hui).

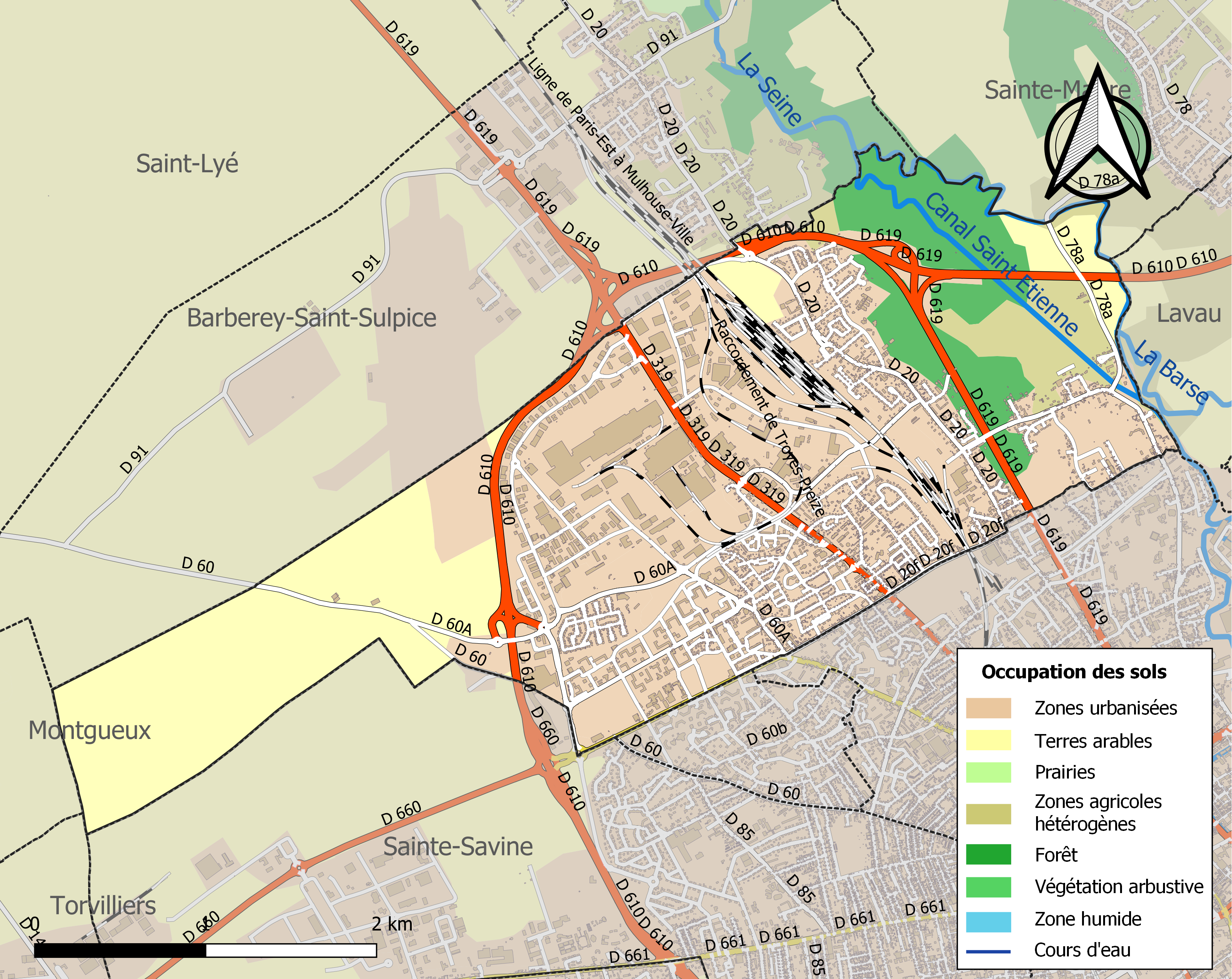
Carte des infrastructures et de l'occupation des sols de la commune en 2018 (CLC).

### Morphologie urbaine
Le quartier « Chantereigne » est une zone d'une centaine d'hectares, à l'ouest de la rue Jean-Jaurès. Il se compose essentiellement d'habitats collectifs et d'équipements publics. Il est bordé au nord par le complexe sportif Lucien-Pinet, l'espace vert des Prés de Lyon et la zone pavillonnaire des Hameaux Saint-Luc.
À l'origine, en 1963, le conseil municipal délibère sur la création d'une zone à urbaniser en priorité afin de permettre à la commune de renforcer son aménagement. L'objectif est de répondre aux besoins en logement d'une population grandissante, venue travailler dans l'importante zone industrielle où s'implantent diverses entreprises et usines. La construction du quartier Chantereigne a donc donné une physionomie nouvelle à la commune, impulsée par le développent économique des années 1970. Ce quartier regroupe aujourd'hui plus de la moitié de la population chapelaine.
Sa rénovation a commencé au début des années 2000. La seconde phase (beaucoup plus significative), prévue dans le cadre de la zone urbaine sensible (ZUS) et soutenu par l'Agence nationale pour la rénovation urbaine (ANRU), débute en 2009. En 2015, il est réuni dans un vaste quartier prioritaire avec Montvilliers et Beau-Toquat.

## Toponymie
Capella en 1147, nonas de capella sancti Luce en 1164.

## Histoire
Le village est cité en 1147 pour des dîmes dues à l'abbaye Saint-Loup mais aussi dans une bulle de 1164 : nonas de Capella sancti Luce.
Le fief était au comte de Champagne, relevait de Saint-Sépulcre, il y avait une mairie comtale puis royale. Parmi les seigneurs particuliers, il faut citer la famille de Foulx du XIVe siècle au XVIe siècle puis la famille de Nicolas Paillot, maire de Troyes à partir de 1597 et par mariage aux Lefvre. Marie Lefvre se mariait à Pierre-François de Mesgrigny en 1730. Les deux enfants Quinot furent les derniers seigneur à Chapelle-Saint-Luc. Les biens de la communauté comprenaient cinq pièces de terres représentant douze arpents.
En 1789, Villy relevait de l'intendance et de la généralité de Châlons, de l'élection et du bailliage de Troyes et de la Mairie royale de Preize.

### Château
Une maison forte est citée en 1399, en 1442, elle est décrite en 1779 : « motte et lieu seigneurial de la dite terre, sur laquelle sont construits les bâtiments consistant en grand corps de logis, construit en pierre ; écuries, étables, grange, colombier à pied, avec cour et le tout fermé de fossés ». Il reste une cartouche des armes de la famille Foulx qui est conservé au musée de Troyes. Il a été détruit en 1842.

### Anciens moulins
Connu sous les appellations de Molendi de Fossiaco, de Tirvau, de Tirvert, des Tirverts, de Petit-Foissy, de Fouchy et qui appartenaient aux dames de Foissy. Sont donnés les moulins qui sont au-dessus du grand pré de Sainte-Maure par Thibault II, comte de Champagne, aux dames dépendantes de l'abbaye de Fontevrault. En 1446, M. Boutiot louait un moulin à blé et un à papier. Ruinés en 1461, ils sont réédifiés par les échevins en même temps que la fosse-vanne pour laisser passer les bateaux. Loués en 1471 à Philippe Dufour, en 1486 à Pierre Mérille, famille qui en avait la location perpétuelle et faisait exploiter les moulins par Jean Bernard dit Claudin en 1524, à Claude Denise et Jacques Tartier à partir de 1533. En 1558, ils sont décrits comme un moulin à écorces, isolés, un à foulon, deux à papier et deux à blés. En 1649, les dames reprenaient aux locataires insolvables et bâtirent deux nouveaux moulins, un à blé fut loué pour 830 livres et l'autre pour 1 100 à Guttin père et fils. Deux moulins furent vendus comme matériaux en 1708 et en 1719, le nouveau moulin à blé fut loué à Julien Courtin et Madeleine Lenoir son épouse. Saisis lors de la Révolution française, les moulins furent vendus 10 200 livres au citoyen Nicolas Truelle-Sourdan, juge et avocat au district de Troyes. Brûlé par les Alliés en 1815, il ne fut relevé qu'en 1845 par M. Hoppenot pour en faire une filature pour la bourre de soie. En 1861, M. Marot en refaisait un moulin à blé qui fut vendu à la Compagnie agricole de minoterie en 1922.

## Politique et administration
Entre le 29 janvier et le 29 novembre 1790, La Chapelle-Saint-Luc était au canton de Sainte-Maure, puis de Troyes extra-muros jusqu'en an VIII avan de passer à celui de Saint-Martin-es-Vignes jusqu'en an IX. La Chapelle-Saint-Luc passe ensuite au 2e canton de Troyes.

### Politique environnementale
La commune a été récompensée par quatre fleurs au palmarès 2007 du concours des villes et villages fleuris.

### Jumelages
Neckarbischofsheim (Allemagne)
5 septembre 1971 : cérémonie officielle et signature des actes de jumelage par Albert Kumpf (Bürgermeister) et Lucien Pinet (maire).

## Population et société

### Démographie

#### Évolution démographique
L'évolution du nombre d'habitants est connue à travers les recensements de la population effectués dans la commune depuis 1793. Pour les communes de plus de 10 000 habitants les recensements ont lieu chaque année à la suite d'une enquête par sondage auprès d'un échantillon d'adresses représentant 8 % de leurs logements, contrairement aux autres communes qui ont un recensement réel tous les cinq ans,.

En 2022, la commune comptait 12 603 habitants, en évolution de −1,51 % par rapport à 2016 (Aube : +0,7 %, France hors Mayotte : +2,11 %).
| 1793 | 1800 | 1806 | 1821 | 1831 | 1836 | 1841 | 1846 | 1851 |
| ---- | ---- | ---- | ---- | ---- | ---- | ---- | ---- | ---- |
| 330  | 310  | 349  | 259  | 348  | 367  | 373  | 398  | 409  |

| 1856 | 1861 | 1866 | 1872 | 1876 | 1881 | 1886 | 1891 | 1896 |
| ---- | ---- | ---- | ---- | ---- | ---- | ---- | ---- | ---- |
| 378  | 383  | 373  | 402  | 480  | 569  | 627  | 588  | 803  |

| 1901 | 1906 | 1911  | 1921  | 1926  | 1931  | 1936  | 1946  | 1954  |
| ---- | ---- | ----- | ----- | ----- | ----- | ----- | ----- | ----- |
| 881  | 938  | 1 117 | 1 252 | 1 659 | 1 986 | 2 250 | 2 088 | 3 483 |

| 1962  | 1968  | 1975   | 1982   | 1990   | 1999   | 2006   | 2011   | 2016   |
| ----- | ----- | ------ | ------ | ------ | ------ | ------ | ------ | ------ |
| 4 594 | 6 528 | 15 136 | 16 241 | 15 815 | 14 447 | 13 676 | 12 716 | 12 796 |

| 2021   | 2022   | - | - | - | - | - | - | - |
| ------ | ------ | - | - | - | - | - | - | - |
| 12 299 | 12 603 | - | - | - | - | - | - | - |

#### Pyramide des âges
En 2021, le taux de personnes d'un âge inférieur à 30 ans s'élève à 42,1 %, soit au-dessus de la moyenne départementale (35,0 %). À l'inverse, le taux de personnes d'âge supérieur à 60 ans est de 23,6 % la même année, alors qu'il est de 28,2 % au niveau départemental.
En 2021, la commune comptait 5 849 hommes pour 6 450 femmes, soit un taux de 52,44 % de femmes, légèrement supérieur au taux départemental (51,30 %).
Les pyramides des âges de la commune et du département s'établissent comme suit :
| Hommes | Classe d’âge | Femmes |
| ------ | ------------ | ------ |
| 0,4    | 90 ou +      | 1,2    |
| 7,0    | 75-89 ans    | 9,8    |
| 13,6   | 60-74 ans    | 14,8   |
| 15,8   | 45-59 ans    | 17,1   |
| 18,3   | 30-44 ans    | 17,5   |
| 18,6   | 15-29 ans    | 17,1   |
| 26,3   | 0-14 ans     | 22,4   |

| Hommes | Classe d’âge | Femmes |
| ------ | ------------ | ------ |
| 0,8    | 90 ou +      | 2,1    |
| 7,4    | 75-89 ans    | 10,2   |
| 17,4   | 60-74 ans    | 18,4   |
| 19,4   | 45-59 ans    | 19     |
| 17,8   | 30-44 ans    | 17,3   |
| 18,3   | 15-29 ans    | 15,9   |
| 19     | 0-14 ans     | 17,1   |

### Manifestations culturelles et festivités
Depuis 2016, l'association Fata Morgana organise le Festival International du Court Métrage Court en Scène,, qui s'est appelé pour la première édition "Festival International du Court Métrage du Grand Troyes". Les projections ont lieu au Centre Culturel Didier Bienaimé. Le festival a la particularité d'accueillir les réalisateurs des films sélectionnés pour leur permettre d'échanger avec le public.

## Culture locale et patrimoine

### Lieux et monuments
- Le parc Pierre-Pitois (anciennement « parc des étangs de Fouchy », renommé « parc Pierre-Pitois » le 18 octobre 2015) : lieu de promenade avec aires de jeux, de pique-nique et parc animalier. On peut y voir un pavillon floral dédié aux variétés exotiques (orchidées, ficus, bananiers).
- Le parc des Près de Lyon : promenade, parcours de santé, minigolf
- Le musée de l'ancienne malterie de Champagne : il relate l'histoire de la cité, village devenu ville avec l'industrialisation.
- L’église Saint-Luc : d'architecture gothique, située dans la vieille ville, elle a été construite en deux temps : l’abside, le transept doublé et la travée orientale datent de 1531, la travée et la façade ouest de 1579[28].
- Église du Sacré-Cœur de La Chapelle-Saint-Luc.

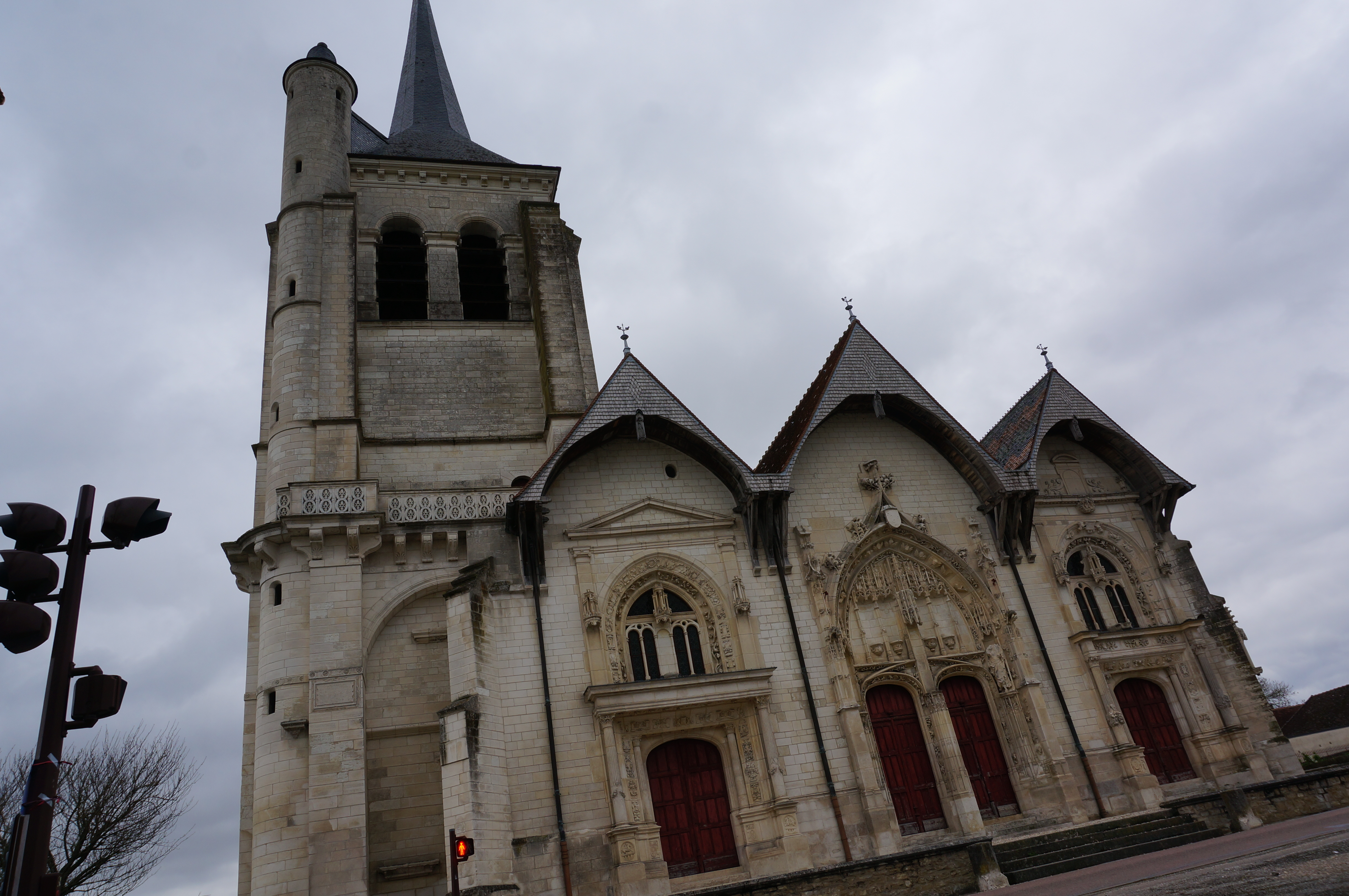
L'église et ses trois portails vers l'occident.
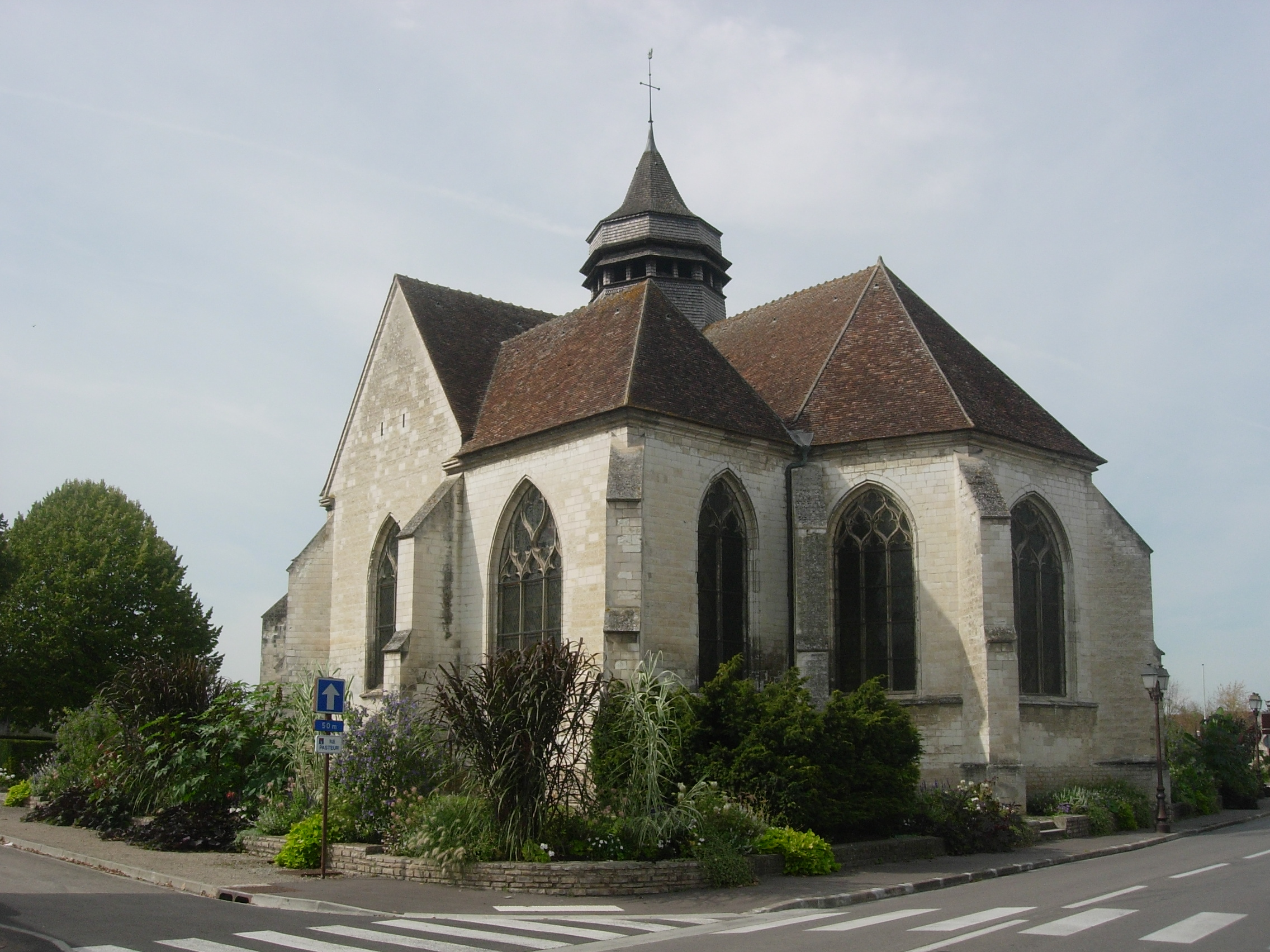
L'église Saint-Luc.
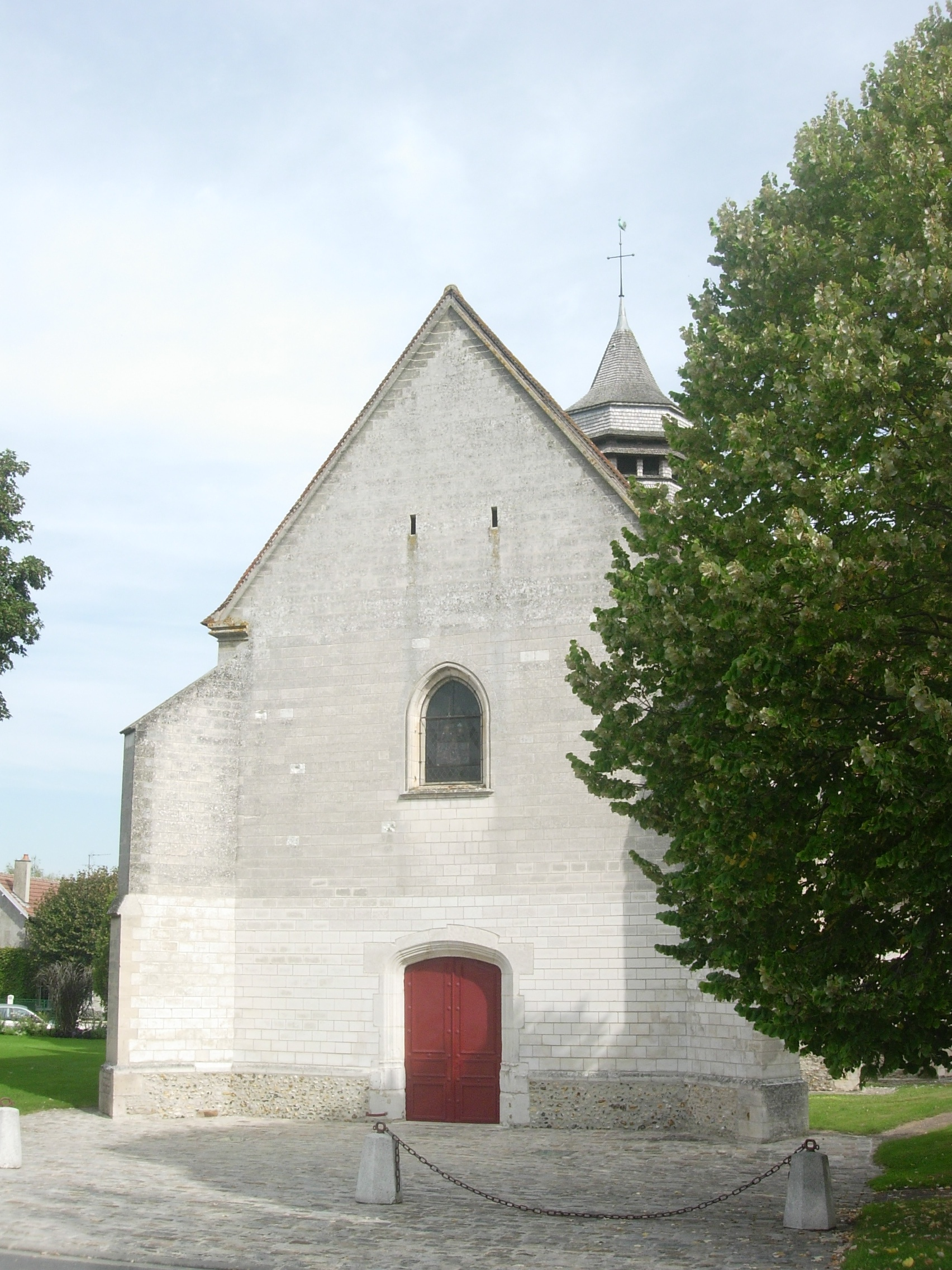
Façade de l'église.
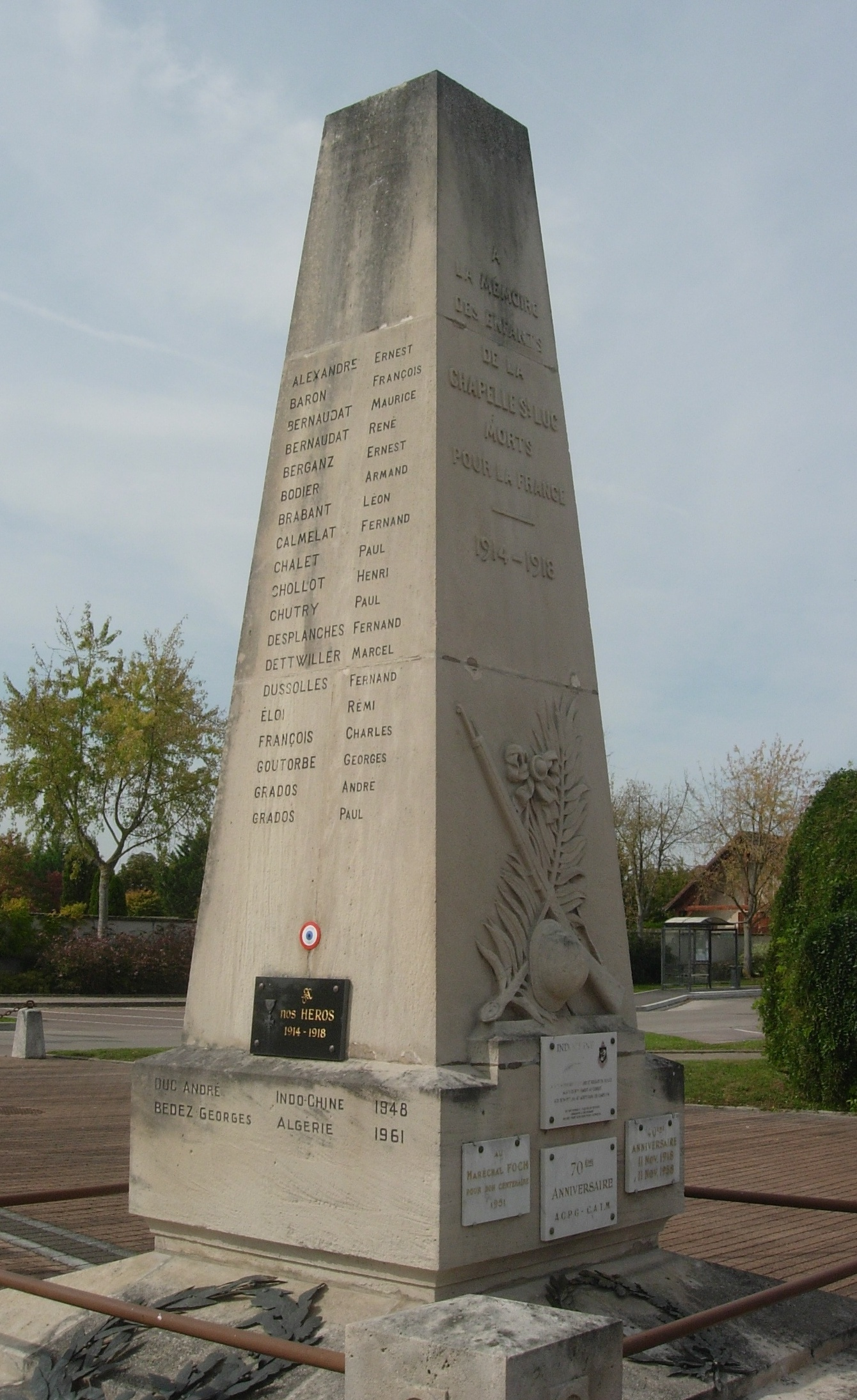
Le monument aux morts.

### Les parcs et squares à découvrir
- Le parc Pierre Pitois, 78 avenue Aristide-Briand.
- Le parc des Près-de-Lyon, avenue Neckarbischofsheim.
- Le parc cinquantenaire de la Libération, rues Pasteur et André-Marceau.
- Le parc Mouchotte, rue E.-Mouchotte.
- Le square Yves Prédieri, rue Raymond-Chasseigne.
- Le square Jorand, rue Raymond-Poincaré.
- Le square Les Hatées, rue Ernest-Perochon.
- Chemin rural, rue Lazare-Carnot.

### Personnalités liées à la commune
- Abdoulwhaid Sissoko, footballeur

### Héraldique
Lors des délibérations du conseil municipal du 14 juin 1966, le maire de l'époque, Lucien Pinet, fait savoir qu'il a pris contact avec la Société académique de l'Aube en vue de la confection d'une marque symbolique communale.
| Blason de Chapelle-Saint-Luc (La) | Blason  | D'azur au saint Luc d'argent contourné et le genou dextre posé à terre, tenant dans sa senestre une maquette de chapelle d'or, brochant sur un bœuf d'argent contourné et couché à ses pieds derrière lui, au chef cousu de gueules chargé d'une roue dentée d'argent accompagnée de quatre gerbes de blé d'or, deux de chaque côté. |
| Blason de Chapelle-Saint-Luc (La) | Détails | Armes parlantes. Les armes sont parlantes et rappellent le nom de la commune, le dessin de la chapelle rappelle d'aussi près que possible celui de l'église de La Chapelle-Saint-Luc. Le bœuf est le symbole qui accompagne généralement l'évangéliste saint Luc et permet de le reconnaître dans l'imagerie. Dans la partie haute du blason (le chef), la roue dentée rappelle le caractère industriel de la commune et spécialement la présence d'une zone industrielle. Les gerbes de blé rappellent le caractère agricole de la commune. Adopté par la municipalité. |